# Синдром Лея
Синдро́м Лея (також хвороба Лея, підгостра некротизуюча енцефаломіопатія) — рідкісний спадковий нейрометаболічний синдром, при якому йде незапальне ураження центральної нервової системи (ЦНС) та м'язів. Хворіють переважно діти до двох років, але бувають випадки, коли захворюють підлітки, і навіть дорослі. Наразі лікування синдрому відсутнє.

## Етимологія
Хвороба названа на честь британського невролога Archibald Denis Leigh, який описав її в 1951 році.

## Етіологія
Синдром спричинюють безліч причин, значну роль відіграють мутації мітохондріальної днк.